# Lumbrein
Lumbrein (Italiaans (verouderd): Lombareno) is een plaats en voormalige gemeente in het Zwitserse kanton Graubünden, behorend tot de gemeente Lumnezia. Lumbrein telt 361 inwoners en vormde tot eind 2012 een afzonderlijke gemeente.

## Geschiedenis
Lumbrein is op 1 januari 2013 gefuseerd met Cumbel, Degen, Morissen, Suraua, Vignogn, Vella en Vrin tot de gemeente Lumnezia.
- Gemeinsame Normdatei: 4275473-2
- Historisch woordenboek van Zwitserland: 001454
- Virtual International Authority File: 246646154
- WorldCat: E39PBJdMgjTR9746BtcFrt48YP